# Hysterodiscula kalmiae
Hysterodiscula kalmiae är en svampart som beskrevs av Petr. 1942. Hysterodiscula kalmiae ingår i släktet Hysterodiscula och familjen Rhytismataceae.   Inga underarter finns listade i Catalogue of Life.